# Barbara-Petchenik-Wettbewerb
Der Barbara-Petchenik-Wettbewerb (Barbara Petchenik Children’s World Map Drawing Competition) ist ein Wettbewerb für Kinder und Jugendliche im Zeichnen von Landkarten, der alle zwei Jahre von der Internationalen Kartographischen Vereinigung (ICA) veranstaltet wird.
Der Wettbewerb fand erstmals 1993 statt. Die Absicht ist, die graphische Repräsentation der Welt durch Kinderhand zu fördern. Benannt ist er nach Barbara Petchenik, einer US-Kartographin und früheren Vizepräsidentin der ICA. Einer ihrer Arbeitsschwerpunkte waren Landkarten für Kinder. Er ist in eine nationale Vorrunde und eine internationale Hauptrunde eingeteilt. Wahl und Siegerehrung erfolgen in der Regel auf den turnusgleich stattfindenden ICC-Konferenzen.

## Belege
1. 1 2  Über den Wettbewerb – Barbara-Petchenik-Wettbewerb Österreich. In: cartography.tuwien.ac.at. Abgerufen am 8. November 2016.
2. ↑  Barbara Petchenik Children’s World Map Drawing Competition International Cartographic Association. In: icaci.org. Abgerufen am 8. November 2016.